# Alexandre Arcady
Alexandre Arcady, nato Arcady Egry (Algeri, 17 marzo 1947), è un regista, sceneggiatore e produttore cinematografico francese.

## Biografia
Maggiore di cinque fratelli, nato da madre ebrea in Algeria e da padre legionario di origine ungherese, andò in esilio con la sua famiglia in Francia, nel 1961, facendo parte dei primi ad arrivare nella città di Balzac di Vitry-sur-Seine Attivo in gioventù nel movimento giovanile sionista Hashomer Hatzair, nel 1966-67 si trasferisce in Israele in un kibbutz vicino al confine libanese.
Di ritorno in Francia, ha iniziato nel 1968 la carriera di attore comparendo in una serie intitolata La cravache d'or, poi in film come Avoir vingt ans dans les Aurès (1972). Nel frattempo, si cimenta nella messa in scena teatrale (la prima è Haute surveillance  di Jean Genet nel 1970 al teatro Récamier) è assistente di direzione di scena al Théâtre de la Ville e direttore del Théâtre Jean Vilar di Suresnes dal 1972 al 1975. Ha fatto qualche cortometraggio, film per la televisione e programmi per Antenne 2 e France 3 a partire dal 1974. Nel 1978 registra una rappresentazione del Dom Juan di Molière.
Nel 1977 ha creato con Diane Kurys una società di produzione, la Alexandre Films. Ha co-prodotto i primi film della sua socia: Gazzosa alla menta (1977) e Cocktail Molotov (1980). Nel 1979, ha diretto il suo primo lungometraggio Le Coup de scirocco, in gran parte autobiografico, che narra la vita dei pieds-noirs in Algeria e il loro esodo. Questa è anche la prima volta che si rivolge al pubblico dei pieds noirs, giocando sulla cronaca nostalgica dell'esilio e della memoria del "paese perduto". Il film è stato un inaspettato e promettente successo.
Insieme a Marie-Jo Jouan, giornalista di France 2, ha avuto una figlia di nome Lisa e un figlio regista conosciuto col nome di Alexandre Aja (il cognome Aja nasce dalle iniziali dei cognomi dei genitori), diventato regista e che ha diretto film come Le colline hanno gli occhi e Riflessi di paura. Ha avuto anche un figlio con Diane Kurys, il giovane scrittore noto come Sacha Sperling. Il 23 febbraio 2015, in occasione della 30ª cena di CRIF, Roger Cukierman gli consegnò il premio del Consiglio rappresentativo delle istituzioni ebraiche in Francia (CRIF) per il suo film Je suis Ilan - 24 jours (24 jours) sulla tragica vicenda di Ilan Halimi.

## Filmografia

### Regista, sceneggiatore e produttore
- Le Coup de sirocco (1979)
- Il grande perdono (Le Grand Pardon) (1982)
- Le Grand Carnaval (1983)
- Hold-Up (1985)
- Ultima estate a Tangeri (Dernier été à Tanger) (1987)
- L'Union sacrée (1989)
- Pour Sacha (1991)
- Il giorno del perdono (Le Grand Pardon II) (1992)
- Dimmi di sì (Dis-moi oui...) (1995)
- K[16] (1997)
- Là-bas... mon pays (1999)
- Entre chiens et loups (2002)
- Mariage mixte (2004)
- Tu peux garder un secret? (2008)
- Comme les cinq doigts de la main (2010)
- Ce que le jour doit à la nuit[17] (2012)
- Je suis Ilan - 24 jours (24 jours, la vérité sur l'affaire Ilan Halimi)[18] (2014)

### Solo produttore
- Gazzosa alla menta (Diabolo Menthe), regia di Diane Kurys (1977)
- Fino alla follia (À la folie), regia di Diane Kurys (1994)
- Furia, regia di Alexandre Aja (1999)
- Alta tensione (Haute Tension), regia di Alexandre Aja (2003)
- L'Anniversaire, regia di Diane Kurys (2005)
- Sagan, regia di Diane Kurys (2008)
- Pour une femme, regia di Diane Kurys (2013)
- Arrête ton cinéma!, regia di Diane Kurys (2016)
- Ma mère est folle, regia di Diane Kurys (2018)

## Teatro
- 1970: Haute surveillance di Jean Genet, messa in scena di Alexandre Arcady, Théâtre Récamier
- 1974: Le Maître du tambour di Jean Pélégri, messa in scena di Alexandre Arcady, Théâtre de Suresnes
- 1976: La mouche qui tousse di Étienne Rebaudengo, messa in scena di Alexandre Arcady, Théâtre La Bruyère
- 1976: Lorenzaccio di Alfred de Musset, messa in scena di Pierre Vielhescaze, Tréteaux de France
- 1976: Hotel Baltimore di Lanford Wilson, messa in scena di Alexandre Arcady, Espace Pierre Cardin